# The Peace!
Singles de Morning Musume
Renai Revolution 21
(2000) Mr. Moonlight ~Ai no Big Band~
(2001)
The Peace! (ザ☆ピース!), parfois appelé The Peace! / Dekkai Uchū ni Ai ga Aru (ザ☆ピース! / でっかい宇宙に愛がある, ou ... Dekkai Uchū ni Ai ga Aru), est le 12e single régulier du groupe Morning Musume.

## Présentation
Le single sort le 25 juillet 2001 au Japon sur le label zetima, écrit et produit par Tsunku. Il atteint la 1re place du classement Oricon, et reste classé pendant 23 semaines, pour un total de 682 320 exemplaires vendus durant cette période. 
C'est le premier single sans Yuko Nakazawa, qui a quitté le groupe en avril précédent.
C'est officieusement un single "double face A", les titres des deux chansons du disque étant inscrits sur la pochette avec la même taille de police et sur la même ligne, et les versions instrumentales des deux chansons figurant exceptionnellement sur le disque.
Les deux chansons figureront dans des versions légèrement remaniées sur le quatrième album du groupe, 4th Ikimasshoi! qui sortira en 2002, puis dans leurs versions originales sur la compilation Best! Morning Musume 2 de 2004.
La première chanson, The Peace!, sera également ré-enregistrée douze ans plus tard par la formation du groupe d'alors pour figurer sur l'album "best of" The Best! ~Updated Morning Musume~ de 2013. La deuxième chanson, Dekkai Uchū ni Ai ga Aru, deviendra un classique du groupe en concert, et sera reprise simultanément en 2003 par ses deux sous-groupes Morning Musume Sakuragumi et Morning Musume Otomegumi en "face B" de leurs singles Hare Ame Nochi Suki et Ai no Sono ~Touch My Heart!~ .
Le titre du single, couramment transcrit "The Peace", est ambigu et est probablement un jeu de mots volontaire entre les termes anglophones "peace" ("paix") et "piss" ("urine"), comme le montre également le clip de la chanson se déroulant étrangement dans un décor de toilettes publiques ; ce pourrait être une réponse humoristique à la diffusion pirate sur internet de vidéos de supposées membres du groupe filmées à leur insu dans les toilettes de leur agence.

## Formation
Membres du groupe créditées sur le single :
- 1er génération : Kaori Iida, Natsumi Abe
- 2e génération : Kei Yasuda, Mari Yaguchi
- 3e génération : Maki Goto
- 4e génération : Rika Ishikawa, Hitomi Yoshizawa, Nozomi Tsuji, Ai Kago

## Titres du CD
1. The Peace! (ザ☆ピース!?)
2. Dekkai Uchū ni Ai ga Aru (でっかい宇宙に愛がある?)
3. The Peace! (Instrumental) (ザ☆ピース!...?)
4. Dekkai Uchū ni Ai ga Aru (Instrumental) (でっかい宇宙に愛がある...?)